# アジア人追放事件 (ウガンダ)
アジア人追放事件（Expulsion of Asians from Uganda）とは、主としてインド・パキスタン系からなるウガンダ在住のアジア人が国外へ追放された事件。
1972年8月、ウガンダ大統領のイディ・アミンは90日間の猶予期間を置いて、彼の国からアジア系マイノリティを追放することを指示した。この追放の時、ウガンダには南アジア系の人々がおよそ80,000人おり、彼らのうち23,000人は市民権の申請を行い、手続きと受理を終えていた。市民権保持者は最終的に追放を免れたが、その多くは自発的に退去する道を選んだ。この追放はウガンダにおける反インド感情（インドフォビア）を背景に起こった。アミンはこの追放に対する激しい批判に対し、自分はウガンダをウガンダ人の手に戻しているのだと反論した。
追放者の多くはイギリスとその植民地の市民であり、27,200人が事件後にイギリスに移住した。難民のうち別の6,000人がカナダに移住したとされ、4,500人がインドに行き着き、2,500人が隣接するケニアへ行った。総計でおよそ5,655の企業、牧場、農地（farms）、そして農場（agricultural estates）が、車や家、その他の家庭用品と共に再分配された。

## 背景
ウガンダにおける南アジア人の居住は、イギリスの現地行政府（1894年-1962年）による意図的な選択の結果であった。彼らはイギリスによって「ヨーロッパ人とアフリカ人の間の商業と行政の緩衝地帯を担う」ためにウガンダ保護領へ連れてこられた。加えて、1890年代には32,000人の労働者がイギリス領インドから南東アフリカへ連れてこられ、年季労働契約を結んでウガンダ鉄道の建設に従事した。この鉄道の建設中2,498人の労働者が死亡した。生存していたインド人の大半は帰国したが、6,724人がこの鉄道の完成後アフリカ大湖沼に残留することを決めた。イディ・アミンによる追放の時、ウガンダには南アジア系の人々がおよそ80,000人おり、彼らのうち23,000人は市民権の申請を行い、手続きと受理を終えていた。更に50,000人はイギリスのパスポート保持者であったが、アミンは最初の追放演説で明らかにその数を誇張し、80,000人がイギリスのパスポート保持者であるとした。
イギリスはウガンダの先住民の教育よりもこのアジア系マイノリティの教育に優先的に投資を行っていた。すべてのウガンダのインド人が裕福であったわけではないが、平均的には彼らはウガンダの先住民のコミュニティよりも豊かであり、人口の1パーセントを構成していたのに対し、国民所得の5分の1を占有していた。反インド感情は1971年2月にイディ・アミンの支配が始まるまでに根深いものになっていた。インド人は「ただのトレーダー（merely traders）」であるというステレオタイプが形成され、「dukawallas」（当初は職業的な用語であったが、反インド的な中傷のためのものとなったトレーダーを意味する用語）というレッテルがはられた。彼らは疑うことを知らない消費者をだまそうとしており、自分の家族のことしか考えていないとされた。一方でインド人の側でも「インド人が優越意識を持ち、アフリカ人の能力と能率について否定的なイメージを持っている様子は一般的に見る事ができた」。閉鎖的なインド人のエスニック・コミュニティは優れた医療と学校教育サービスを提供しており、更にウガンダの関税制度は歴史的に南アジア人の貿易業者の経済的利益を重視していた.。
ミルトン・オボテの政府はウガンダのアジア人を対象とした政策を含む「アフリカ化（Africanisation）」政策を追求していた。例えば、1968年の「商業と産業におけるアフリカ化（Africanisation in Commerce and Industry）」委員会は広範囲におよぶ反インドの提言を行い、1969年には労働許可制と貿易免許制度が導入され、市民権を持たないインド人の経済的・職業的活動における役割が制限された。にもかかわらず、アミンの政策は急進的なものとなった。1971年8月、アミンはウガンダのアジア人コミュニティに与えられていた市民権について見直しを行うことを発表し、続いてその年の10月にはウガンダにおけるアジア人人口の国勢調査を宣言した。社会におけるウガンダのアジア人コミュニティの役割に対する「誤解」を解消するために、彼は12月7日から8日にかけてインド人「会議」を招集した。会議の二日目で提出された覚書で、彼はウガンダのアジア人とアフリカ人の間の「広いギャップ」が狭まるという彼の希望を打ち出した 。インド人の経済への貢献と家業に賛辞を贈る一方で、彼はアジア人のマイノリティーの不実（disloyalty）、不統合、そして商業的不正を訴え、インド人指導者たちと言い争った。市民権がもたらす厄介な問題について、彼は政府が既に付与した市民権は認めるが、処理中の市民権申請（この時点で12,000件以上であったと考えられる）は全てキャンセルされると述べた。
このエスニック・マイノリティの追放はウガンダの歴史上、初めてのことではなかった。1969年から1970年にかけて、この国のケニア人マイノリティー、およそ30,000人が追放されていた。

## 追放

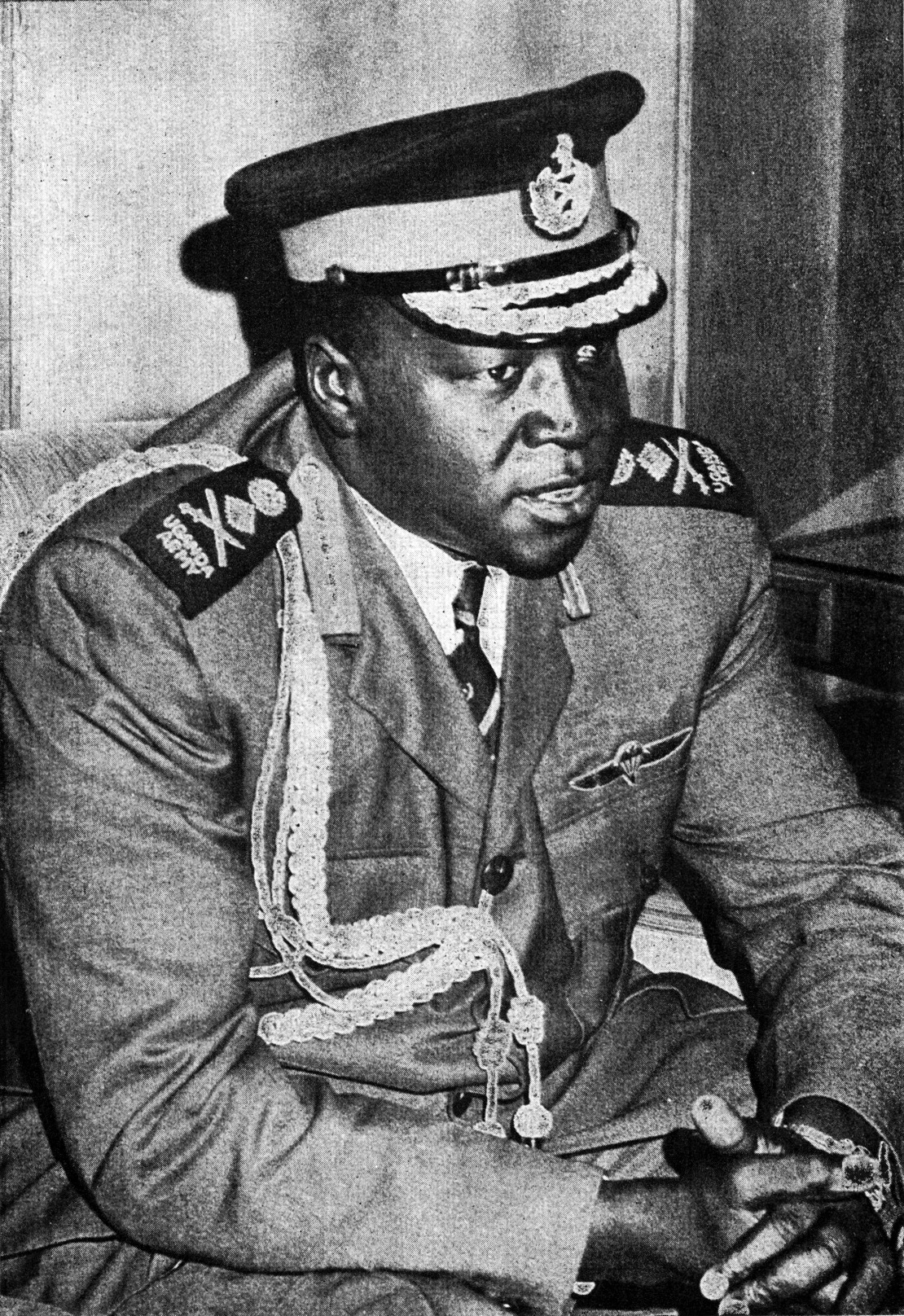
インド人追放の直後に撮影されたイディ・アミン

1972年8月4日、アミンはアジア系のイギリス人を「ウガンダの経済を破壊し、腐敗の温床となっている」と非難し、イギリスは彼らについて責任を負わなければならないと宣言した。アジア系イギリス人の退去期日は3ヶ月後と言い放たれ、11月8日となった。10月9日、追放政策はインド、パキスタン、バングラデシュの市民権保有者へも拡大された。ウガンダ市民権を持つ23,000人のアジア人（他の国の市民権を保有しない人は特に）の立場は非常に不明瞭なものとなった。もともとは彼らは免除者リストには含まれていなかったが、国際的な抗議が起きた3日後、8月19日には再免除されリストに追加された。多くの人は更なる脅威に耐え忍ぶのではなく、ウガンダを去る道を選び、4,000人程度だけが残留したことが知られている。特定の職業にある人のみ免除が追加されたが、その後この免除は取り消された。
このインド人追放の実施に至る正確な動機には不明瞭な点が残されている。アミンの以前の支持者の中には、彼が夢の中でアッラーがインド人を追放するように伝えたのだと彼が主張していたことをほのめかしており、同様にタンザニアに侵攻するための武器の提供を拒否したイギリスに対する報復として構想されたものであるという主張をする者もいる 。アミン自身はこの追放をウガンダをウガンダ人の下へ取り戻すものだと主張して正当化した。
我々は普通のウガンダ人が自身の運命の支配者となることを決めた。何にもましてウガンダ人が自分の国の富を享受できるように。我々が審議している政策は、ウガンダの経済に対する支配を、我が国の歴史上初めてウガンダ人の手に移すことだ。—イディ・アミン、Uganda: a modern historyより

## 影響
アミンの法令は即座に非難を浴びた。非難した国の一つであるインドはウガンダと断交した。インド政府はウガンダに対して悲惨な結果が訪れると警告したが、アミンのウガンダ政府が最終的に警告を無視した時には何の行動もとらなかった。イギリスは前年に用意された1000万ポンドの貸付を凍結した。アミンはこれに対して単に肩をすくめただけであった。
多くのインド人はイギリスおよびその植民地の市民であり、その後27,200人の難民がイギリスに移住した。6,000人とされる他の難民たちがカナダへ行き、4,500人が最終的にインドにたどり着き、そして2,500人が隣接するケニアへ向かった。マラウィ、パキスタン、西ドイツそしてアメリカ合衆国はそれぞれ1,000人の難民を受け入れ、より少数がオーストラリア、オーストリア、スウェーデン、ノルウェー、モーリシャス、そしてニュージーランドへ移住していった。約20,000人の難民が行方不明となった。僅か数百人程度だけが現地に残留した。
新たに導入された移民割り当てを拡大することを嫌い、イギリス政府はイギリス海外領土へ彼らを移住させることへの合意を求めていた。だが、積極的な反応を返したのはフォークランド諸島だけであった。ケニアとタンザニアは両者ともウガンダとの国境を封鎖し、難民の流入防止を図った。
追放された人々の中にはニザール派のムスリムがいた。ニザール派のイマーム、アーガー・ハーンは長年の友人であるカナダ首相ピエール・トルドーに電話をかけた。トルドー政権は数千人のニザール派のカナダへの移住を許可した。ウガンダからのアジア人脱出は、アミンから国連事務総長クルト・ヴァルトハイムへの電報の後、新たなレベルの緊急性が生まれた。この電報においてアミンはヒトラーのユダヤ人への取り扱いへの賛同と空輸計画を示していた。
インド人追放の前、アジア人たちはウガンダで規模の大きいビジネスを数多く手がけていたが、彼らはウガンダの経済から事実上完全に排除された。総計でおよそ5,655の企業、牧場、農地（farms）、そして農場（agricultural estates）が、車や家、その他の家庭用品と共に再分配された。政治的理由から大部分（5,443）が個人に分配され、176が政府機関に、33が半政府系組織に、2が慈善団体に再配分された。恐らく最大の勝者は複数の大企業を支配する国有のウガンダ開発公社であったが、急激な膨張と熟練技術者と経営者の突然の喪失は、この企業にとっての手痛い試練となったことが、1974年から1975年にかけての部門再編という結果によって証明された。「ウガンダ経済は内戦の被害、特定の産業の国有化、そしてこのアジア人追放の下で破局の中へ深く落ち込んだ...。1987年までに、ヨウェリ・ムセヴェニ大統領はアフリカで最も低い成長率に苦しむこの経済を引き継いだ。」

## ポピュラー・カルチャー
- 1976：ボリウッド映画、 Charas（英語版）：ウガンダからのインド人追放に関するパイロット・プロットがある。
- 1981：シェアード・パテルの映画、食人大統領アミン：ウガンダから他国へのアジア人追放を引き起こした実際の出来事を描いている。
- 1991: ミーラー・ナーイルの映画、Mississippi Masala（英語版）：インド人追放に伴う混乱の中でウガンダから脱出し、ミシシッピに住み着くインド人家族の物語を描いている。
- 1998：この追放は、小説The Last King of Scotland（英語版）と、その後の2006年の映画化作品でも描かれていた。
- 2006：この追放の余波は、テレビシリーズのLife on Mars（英語版）のepisode 2.6（英語版）の背景として参考にされた。
- 2008：この出来事はシェナーズ・ナンジ（英語版）のヤング・アダルト小説Child of Dandelionsの主要テーマであり、この小説はカナダの権威あるカナダ総督賞（英語版）の最終選考に残った。
- 2012：アジム・ピャラリ・フセイン・ソマニ（英語版）の回顧録Shattered Lives（英語版）は、追放40周年を記念するITVドキュメンタリーで特集された。